# 杜尔西·玛利亚
杜尔西·玛利亚·爱斯比诺萨·萨维尼翁（西班牙語：Dulce María Espinosa Saviñón，西班牙語發音：[ˈdulse maˈɾi.a saβiˈɲon]，1985年12月6日—）是一名墨西哥唱作人和女演员。她参与过几个音乐合作团体，其中最出名的是2004年至2009年间参与的“RBD”组合。杜尔西发售过2张个人专辑，分别是《异域》("Extranjera")和《无边无界》("Sin Fronteras")。

## 早年生活
杜尔西·玛利亚于1985年12月6日出身于墨西哥城。她有2个姐妹，分别叫布兰卡·伊蕾莉(Blanca Ireri)和克劳迪娅(Claudia)。自幼起，杜尔西就开始参演电视宣传广告。其中有一次是在母亲节前后为“Viana”牌家具拍摄广告。1993年，8岁的她参演了《芝麻城》(墨西哥版的《芝麻街》)。她随后参演过《Gaby的俱乐部》("El Club de Gaby")，并客串过若干墨西哥迪士尼儿童频道的节目。她后曾参演过Televisa集团拍摄的几部肥皂剧。在参与一项名为“Rebelde”的音乐项目时，她发现自己真正的兴趣其实集中在音乐方面。

## 音乐经历
杜爾西·瑪利亞（Dulce María）是墨西哥著名的歌手、演員和作家，以其在音樂和電視劇中的成就而廣為人知。

### 早期音樂事業
杜爾西·瑪利亞自小就顯露了音樂和表演天賦。在兒童時期，她參與了數個廣告拍攝，並於1996年加入了兒童音樂組合 Kids，展開了她的音樂生涯。隨後，她加入了另一個音樂團體 Jeans，並獲得更多關注。

### RBD 時期
杜爾西·瑪利亞在2004年出演墨西哥青春偶像劇《叛逆者》（Rebelde），並成為劇中音樂組合 RBD 的成員。RBD 是她音樂生涯中的重要里程碑，他們發行了多張專輯，包括西班牙語、葡萄牙語和英語版本，並在全球範圍內贏得了巨大成功。RBD 的音樂結合了流行、舞曲和拉丁元素，代表作品有《Sálvame》、《Rebelde》和《Nuestro Amor》。該團體解散於2009年，但它對拉丁音樂的影響深遠。

### 個人音樂事業
RBD 解散後，杜爾西·瑪利亞開始發展個人音樂事業：
首張專輯《Extranjera》（2010-2011）：這是她的首張個人專輯，分為上下兩部，收錄了熱門單曲如《Inevitable》和《Ya No》。
《Sin Fronteras》（2014）：這張專輯結合了不同的音樂風格，包括流行和拉丁節奏，展示了她音樂創作的多樣性。
《DM》（2017） 和 《Origen》（2021）：她繼續推出更具個人色彩的音樂，表現出成熟的音樂風格。

### 獎項與成就
杜爾西·瑪利亞因其音樂才華和影響力獲得了多項大獎，如 MTV 拉丁音樂獎、Premios Juventud 等。此外，她還致力於慈善活動和推廣拉丁文化。

### 音樂特色
杜爾西·瑪利亞的音樂風格融合了流行、拉丁、搖滾和民謠元素，歌詞通常表達愛情、成長和自我探索。她的嗓音富有情感，深受粉絲喜愛。

## 音乐作品列表

### 录音室专辑
- 2011: "Extranjera Segunda Parte"(《异域之第2部分》)
- 2014: "Sin Fronteras"(《无边无界》)[3]

### 迷你专辑
- 2010: "Extranjera Primera Parte"(《异域之第1部分》)

### 单曲

#### 独唱
- 2009: Verano
- 2009: Déjame Ser (Promotional)
- 2010: Inevitable
- 2010: Ya No
- 2011: Ingenua
- 2012: Es Un Drama (Promotional)
- 2013: Lágrimas (with Julión Álvarez)
- 2014: Antes Que Ver El Sol
- 2014: O Lo Haces Tú O Lo Hago Yo

#### 合作
- 2009: "El Regalo Màs Grande" (with Tiziano Ferro and Anahí)
- 2009: "Beautiful" (with Akon)
- 2010: "Inevitable" (with Juan Magan)
- 2010: "Inevitable" (with J-King and Maximan)
- 2010: "Navidad Navidad" (with Chino & Nacho)
- 2012: "Te Sigue Esperando Mi Corazón" (with Río Roma)
- 2013: "Wake Up Beside Me" (with 低频猎人)
- 2014: "No Regresa Más" (with Henry Mendez)

## 巡演
- "Extranjera Tour"(“异域”巡演)
- "Sin fronteras on Tour"(“无边无届”巡演)

## 著作
- "Dulce Amargo"(《甘苦相随》) (2007)
- "Dulce Amargo- Recuerdos de una adolescente"(《甘苦相随——一段年少时光的回忆》) (2014)

注释：这2部书的名称是一语双关，应用了其名字"Dulce"(“杜尔西”)的本意“甘甜”。